# Arkaisk tid
 Der er for få eller ingen kildehenvisninger i denne artikel, hvilket er et problem. Du kan hjælpe ved at angive troværdige kilder til de påstande, som fremføres i artiklen.

Arkaisk tid er en periode i oldtidens Grækenland. Den strakte sig fra ca. 700 til 500 f.Kr. og var den første af tre tidsperioder. Denne periode mundede ud i Perserkrigene.
Der er ingen skriftlige kilder fra perioden, men fund af fysiske levn i form af ruiner, skulpturer og vaser kan give et fingerpeg om grækernes tankegang og levevis.
På trods af fattigdom og dårlige kår omkring år 700 f.Kr. var der en kraftig befolkningstilvækst i Grækenland. Dette medførte jordmangel og politisk og social uro. Adelen ejede det meste af jorden, hvilket gjorde bønderne meget utilfredse.

## Kolonier
Grækerne kom til landet via Sortehavet, og bosatte sig ved Ægæerhavets nordkyst, i Makedonien og Thrakien. Disse startede som landbrugskolonier, men udviklede sig hurtigt til handelskolonier. 
Bystyret bestemte hvem, der skulle have ret til at kolonisere nye områder. Kolonisterne indrettede de nye byers styre efter moderbyen. De var selvstyrende og uafhængige. Der var dog en religiøs forbindelse til oraklet i Delfi.

## Klasser
Som følge af kolonisationen opstod der en livlig handel mellem de forskellige kolonier, eftersom de forskellige bystater specialiserede sig i at producere de varer som de hver især havde særlige forudsætninger for. Til at starte med var der tale om en ganske enkel byttehandel de forskellige kolonier imellem, men omkring år 700 f.Kr. begyndte de joniske byer at benytte mønter af sølv i stedet, hvilket medførte en lettelse af produktion, transport og omsætning. På denne måde blev jordkapital erstattet af pengekapital og dette medførte en omfordeling i de sociale klasser, da pengerigdom lige pludselig blev lig med social indflydelse. Denne nye pengerige klasse blomstrede op og ønskede deres sociale status omsat til politisk magt.

## Arkaisk kunst
I begyndelsen af perioden fik grækerne mere kontakt med den østlige del af Middelhavet og det påvirkede kunsten. Grækerne begyndte bl.a. at pynte deres vaser med motiver af sfinkser og lotusblomster, som de havde set i orienten og Egypten. Det kalder man den orientaliserede stil. Stilen var mere naturalistisk end den hidtil herskende geometriske kunst, der var præget af gentagne, abstrakte mønstre.

### Kouros og kore
Man begyndte også at arbejde med store skulpturer i sten; mandefiguren kouros, og modstykket; kvindefiguren kore. Disse blev de mest markante skulpturformer i arkaisk tid. Kouros blev fremstillet som frit stående skulpturer, med det venstre ben foran det højre og med armene holdt tæt ind til kroppen. Denne måde at stå på var oprindeligt Egyptisk, men grækerne tilføjede et særligt græsk træk, nemlig at fremstille figurerne nøgne. Kore blev fremstillet i samme stilling som kouros, dog var hun ikke nøgen. Det var den nøgne drengekrop der blev sat pris på, og at udstille en nøgen kvinde var fuldstændig uhørt. Kvinder måtte i det hele taget helst ikke, selv i påklædt tilstand, blive set udenfor husene. Kore var i stedet klædt i en lang chiton og en kappe lagt skråt over brystet.

### Det arkaiske smil
Et andet karakteristisk træk ved arkaisk kunst er det arkaiske smil. Det arkaiske smil ses som et udtryk for tidlig og lidt primitiv kunsthåndværk, og er en efterligning af den egyptiske billedhuggerkunst. For at give ansigtet liv, blev øjnene gjort store og munden smilende, men fordi de græske billedhuggere ikke teknisk var i stand til at udhugge et naturligt smil, fik skulpturerne et meget stift og kantet udtryk – et arkaisk smil. Stilens navn, ”Den arkaiske stil”, kan oversættes til ”den gammeldags” eller ”den fortidige” stil.

## Sparta og Athen i arkaisk tid

### Sparta
Den store græske by Sparta har beliggenhed i det sydlige Peloponnes. Hovedlandet er den lakedaimoniske slette, som afgrænses af to bjergkæder, Taygetos og Parnon. Byen er derfor godt beskyttet mod angreb udefra.
Skrønen siger, at Spartas indbyggere af efterkommere af den græske helt, Herkules, søn af Zeus. 
Byen havde ingen bymur, da spartanerne ikke mente, de havde behov for en. Byen bestod af fem små landsbylignende beboelser.
Jorden blev dyrket af heloter (tilfangetagne), som afleverede en del af afgrøden til ejernes husholdninger.
Mændene levede for sig selv og spiste i syssitier. En syssiti var et fælles spisested, hvor måltiderne var et sammenskudsgilde. Hver mand skulle bidrage med naturalier, så alle var lige. Kunne en mand ikke bidrage til syssitierne gled han ud af systemet, tyder det på. Spartanerne var soldater, så de brugte meget tid på våbenøvelser og krig. Omkring 500-tallet f.Kr. bestod Sparta som et forbund af bystater. Dette udnyttede spartanerne til at udruste deres egen hær, ved at tage et mandskab fra hver by. Dette gjorde Sparta til den stærkeste militærmagt i Grækenland.
Spartansk kultur forløb som mange andre staters. De gik dog ikke over til mønter, som de fleste andre græske stater gjorde. Ved midten af 500-tallet svindede kontakt og handel ind med omverdenen. Dette kan have noget at gøre med at spartanerne ikke brugte mønter, som de andre stater, men derimod jernspid, som dog også blev brugt andre steder før mønterne kom til. Og da de ikke havde samme bytteenhed, kan det have medført tilbagegang i handlen.
I Sparta fandtes tre slags indbyggere: spartanerne, heloterne (som før omtalt) og periokerne. Periokerne betyder de omkringboende. De havde formentlig selvstyre, dyrkede jorden til eget forbrug og havde desuden monopol på handel og håndværk. Der findes dog kun meget lidt viden om disse.
Spartas styre

Staten var et kastesamfund, som bestod af en krigerkaste, en ufri landbrugerklasse og en gruppe midt imellem, som tog sig af handel og håndværk.
Politisk var det spartanerne, der herskede. De mødtes til folkeforsamlinger, som blev ledet af kongerne (ældsteråd, som bestod af 28 geronter (=gamlinger)) og afgjorde vigtige sager. Ud over dem, sad der forskellige embedsmænd, bl.a. bestående af fem ephorer (opsynsmænd). 
Ephorerne, som havde en kontrolinstans over for kongerne, blev formentlig dannet helt tilbage til 700-tallet. De besad derfor en større magt, da de havde ret til at modsige kongerne. Juridisk havde de indflydelse som dommere. Ephorerne sørgede også for opsyn med heloter og perioker og fulgte kongerne i krig. Desuden sørgede ephorerne for tilsyn med nyfødte og havde derfor retten til at bestemme om de skulle leve eller ej.
De vigtigste organer i den spartanske stat var derfor kongerne, geronterne og ephorerne, som magtmæssigt lå side om side.
Spartanske drenge kom som syvårige i kollektiv opfostring. 
Befolkningsvæksten foregik på utraditionel vis ved erobring af lande/stater/bystater.

### Athen
Attikas samling

Attika bestod af Athen, Eleusis og Marathon og deres sidste erobring af Salamis i år 600 f.Kr.
Athen havde beliggenhed i staten Attika, 10 km fra kysten på en slette omkring borghøjen, Akropolis (=borghøjen). Den adskilte sig fra andre byer ved sine lave bjerge. Athen grundlagde ikke kolonier.
Fra kongedømme til demokrati

Kongedømmet blev tidligt afskaffet og erstattet af ni archonter (de folkevalgte embedsmænd). De afgåede archonter tog vigtige beslutninger i Areiopagosrådet, hvor kun adelen (eupatriderne = sønner af fornemme forældre) var valgbare. Det er uklart, hvornår nye slægtninge kunne blive valgt som archonter, men der herskede i hvert fald uro i landet. 
Areipagosrådet bestod som et levn fra arkaisk tid, hvor alle archonter efter endt embedsperiode sad resten af livet. Rådet må have haft omkring 150 medlemmer med en gennemsnitsalder på ca. 55 år. Oprindeligt var det Athens mægtigste politiske forsamling.
I år 630 f.Kr. forsøgte en mand sig med statskup for at blive tyran. Love blev nedskrevet efter der var blevet valgt en lovgiver, for at fjerne uroen, men det virkede ikke. Det endte med at Solon, som er blevet anset for en af oldtidens syv vismænd, blev valgt som opmand (mægler) mellem befolkningsgrupperne.
Solon var valgt af den brede befolkning til at være enehersker for Athen. I omkring år 594 f.kr. gennemførte han så en mere demokratisk forfatningsforandring. Han indførte, at den brede befolkning kunne samles på folkeforsamlinger og vedtage love og vælge embedsmænd. Ved den brede befolkning skal det lige understreges, at det jo ikke betyder hele befolkningen, men blot flere, afhængigt af deres magtposition og størrelsen på deres ejede jordareal (landbrugsjord). Solon oprettede tilmed også en domstol bestående af dommere fra de almindelige borgere.
Solon var blot den første mand i rækken på Athens vej mod at få indført demokrati som styreform. For år 560-525 f.Kr. blev adelsmanden Peisistratos den nye tyran, og videregav magten til hans sønner som beholdt den til 510 f.Kr. Han omfordelte sine politiske adelige modstanderes jord til bønderne, for at sikre sin egen popularitet og for at undgå alt for store økonomiske skel.
Kort før år 500, kom der dog en anden adelsmand på banen, Kleisthenes som gennemførte omfattende reformer. Han ophævede adelens magt, fordi Athen hidtil havde været delt op i fire stammer kaldet fyler. De var alle fire ledet af fire forskellige adelsslægter. Ved ophævelsen af disse oprettede Kleisthenes ti nye fyler der hver især bestod af tre dele: et kystområde, et byområde og et landområde. Disse fyler var igen inddelt i landkommuner (demer), som oprindelig havde været landsbyer hvor Athenerne levede. I byen foregik det administrative arbejde; her fandtes regering, det gamle råd og gudsdyrkelsen i templerne.
Slægts- og stammestyret var hermed ved at være ophævet da man i fylerne, havde folk med forskellige politiske interesser fra de tre landområder, der måtte finde sammen og enes, om ikke andet så stå sammen i hæren, i tider med stridigheder fylerne imellem. Dette gav et styre med mere lighed og større fællesskab. Hvilket var endnu et stort og vigtigt skridt mod demokratiet.
Tyrannerne Peisistratos og sønner

I år 560 f.Kr. tog Peisistratos magten i Athen, denne magt beholdt hans slægt i 50 år frem, da hans søn tog over, da han var mæt af dage. Da denne søn blev myrdet, tog den anden søn over og strammede grebet om borgerne ved bl.a. at forstærke hans livvagter. Til sidst måtte han dog se sig slået og blev i 510 f.Kr. drevet i landflygtighed i Lilleasien.
Grunden til at Peisistratos kunne holde magten så længe som tyran, var bl.a. at han udelukkende tillod politiske tilhængere at være archonter i Areiopagosrådet. De byggede også en masse offentlige byggerier og holdt religiøse fester med bl.a. konkurrencer i recitation af Homers digte. Det er også i denne periode at den attiske kunst begynder at erobre oversøiske markeder, som hjalp til med at skabe en økonomisk opblomstring.

## Militæret
Militæret ændrede sig fra at være noget som næsten udelukkende adelen stod for, til en fælles indsats fra befolkningen, der også kunne beskytte sig selv. Da adelen var de eneste der havde midlerne til at erhverve sig de dyre våben, rustninger og stridsvogne, var det klart at de i begyndelsen var de eneste med indflydelse på militæret.
I kolonitiden begyndte man at lave lettere våben så som bronze- eller læderbeklædte skjolde, lanser og sværd. Disse lettere og billigere våben betød at flere fra den almene befolkning kunne erhverve sig et våben, i form af lanse og sværd. Deres yderligere udstyr inkluderede en harnisk (rustning) af læder med metalforstærkning, hjelm og benskinner.
Befolkningens mere betydende rolle i militæret var en vigtig ting for samfundet. En bevæbnet borgersoldat kaldes en hoplit (”en der har et skjold”), og hoplitterne fik således en større rolle i byens forsvar. 
Før da det hovedsageligt var adelen der stod for den militæriske magt, havde de samtidig også den politiske magt. Derfor kom den øgede militære magt hos befolkningen selvfølgelig også til at have en indflydelse på deres politiske magt. Dette var dermed en af de ting der var med til at omvælte samfund fra at være aristokratier til mere demokratiske samfund.

### Et hoplitslag
Hoplitterne kom ofte kun i aktion i forbindelse med stridigheder på grænserne mellem to bystater. Disse stridigheder kunne gå ud på erhvervelse af mere græsningsjord (eventuelt i bjergene) eller en frugtbar dal kunne udløse kampe mellem to bystaters hoplitter.
Et hoplitslag var ofte ikke særlig blodigt, for ofte foregik det sådan, at hoplitterne stillede sig op på rækker bag hinanden med deres skjold, side om side og med fældede lanser, hvorefter de gik i ”krig” mod modstanderne. Når de så kom i nærkamp kom sværdene frem til brug, stadig med deres skjold på venstre arm, til at beskytte hele deres venstre side. Den hær der til sidst måtte vige havde tabt, og sejrherren opstillede et tropaion (et trofæ) der hvor sejren havde fundet sted. Normalt efter en sådan sejr var kutymen at man ikke forfulgte fjenden og nedslagtede de flygtende.